# Laphria auroria
Laphria auroria là một loài ruồi trong họ Asilidae. Laphria auroria được Wiedemann miêu tả năm 1828. Loài này phân bố ở miền Ấn Độ - Mã Lai.